# Mesa (ginástica)
O cavalo foi um aparelho usado na ginástica artística para a execução dos saltos, mas em 2001, foi substituído pela mesa, também chamada mesa alemã, aparelho levemente inclinado, com 1,2 m de comprimento e 95 cm de largura, proporcionando uma superfície de contacto bem maior para os atletas.
O ginasta deve saltar sobre o aparelho partindo de um trampolim apoiando as mãos sobre a mesa em um movimento acrobático onde são avaliados a altura, a dificuldade de execução e a execução do movimento de chegada ao solo.
O salto é um dos dois eventos que a ginástica artística feminina e masculina têm em comum. A outra é o solo. O salto é considerado um evento de explosão muscular, possuidor de uma margem mínima para erros. É o evento mais curto entre todos, e tem igual ponderação aos demais para a obtenção da classificação global do ginasta.

## História
Durante algum tempo, o salto não possuía um aparelho específico. O cavalo com alças ou cavalo com arções fora simplificado e usado nas competições.
O salto faz parte dos Jogos Olímpicos desde a entrada da ginástica artística nessas competições, em 1896 – A primeira Olimpíada da Era Moderna -, tendo como primeiro campeão, o alemão Carl Schuhmann, seguido do suíço Louis Zutter e o também alemão Hermann Weingärtner medalhistas de prata e bronze.

## Aparelho
Todos os ginastas que disputam a prova saltam sobre um aparelho ligeiramente inclinado chamado mesa - uma estrutura de metal coberta por uma textura almofadada e elástica (que volta a sua forma original após o impacto).
A mesa é disposta a uma altura de 1,25 m para a competição feminina e a 1,35 m na prova dos homens. A superfície do aparelho possui 120 cm de comprimento e 95 cm de largura. A aproximação à mesa faz-se em uma pista própria para a corrida com 25 m de comprimento.
Em 2001, o aparelho passou por uma grande reestruturação: De uma forma como simplificada a partir do cavalo com alças, passou à forma atual. Essa mudança é decorrente das melhorias que visam a segurança dos praticantes e atletas.

## Características da competição

### Tipos de saltos
Sua sigla, para provas internacionais regulamentadas pela Federação Internacional de Ginástica, é VT.
Os saltos dividem-se em cinco grupos, os mais comuns são os mortais para frente,  o Tsukahara e o estilo Yurchenko.
- Para detalhes, vide lista e redação completa em Ligações externas.

### O evento

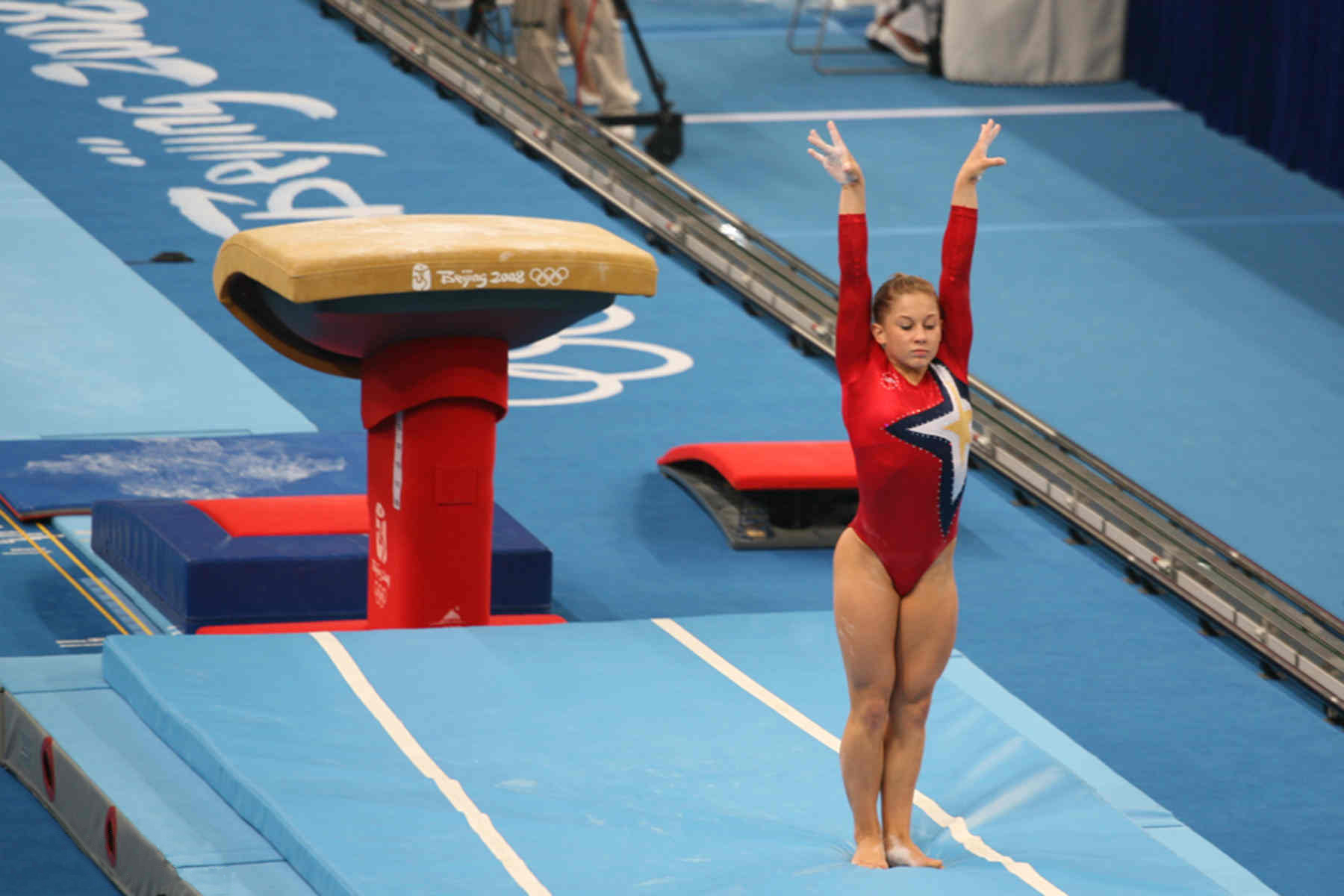
A norte-americana Shawn Johnson em prova classificatória - Pequim 2008

Em competições oficiais, como os Jogos Olímpicos e os Campeonatos Mundiais, os ginastas executam dois saltos diferentes nas provas por aparelhos e apenas um salto nas disputas do individual geral e por equipes. A escolha do salto fica a cargo do ginasta e de seu treinador.
A validação do mesmo se dá quando o ginasta o anuncia à banca, é autorizado por um dos juízes e o realiza sem grandes penalidades, como uma queda. O salto, diferentemente dos demais aparelhos, não possui uma avaliação da dificuldade da rotina. Ele possui um valor de salto já determinado no Código de Pontos. De resto, sua avaliação é como os outros eventos.
As fases da disputa estão divididas em cinco:
- A execução: Esta etapa dá-se quando o ginasta determina sua distância de corrida na esteira de 25m e alcança o trampolim ao pé da mesa para dar impulsão ou iniciar ali sua rotação.

- O pré-voo: Esta fase se dá imediatamente após o toque do ginasta no trampolim e antes de soltar a mesa. É quando o ginasta sai do trampolim e atinge a mesa de salto.

- O contacto com a mesa: Esta etapa é a do impulso no aparelho. É onde o ginasta procura maior altura para a precisa realização de seu salto. O ideal é que saia desta fase com angulação mais adequada ao movimento que pretende realizar. Em geral, pontos são descontados caso a angulação não seja a ideal.

- O pós-voo: Esta é a fase mais importante do evento. É aqui que o ginasta realiza o movimento que anunciou. Esta é a fase que conta mais pontos. Todo o seu posicionamento é avaliado nesta etapa.

- A chegada: É a fase onde o ginasta faz contato com o solo (colchões que amortecem eventuais quedas e as próprias chegadas). O ideal desta etapa é que o ginasta crave seu movimento, isto é, concluí-lo sem rotação ou desequilíbrio.

## Ginastas de destaque
- O espanhol Gervasio Deferr, bicampeão do aparelho em Olimpíadas
- A chinesa Fei Cheng, tricampeã mundial
- A uzbeca naturalizada alemã Oksana Chusovitina
- A Vice Campeã Olímpica e Bicampeã Mundial McKayla Maroney